# Luambe-Nationalpark
Der Luambe-Nationalpark (englisch Luambe National Park) ist im Distrikt Lumezi, in den östlichen Landesteilen Sambias zu finden.

## Geographie
Nördlich des bekannten Südluangwa- und südlich des Nordluangwa-Nationalparks liegt er, wie seine Nachbarn, im Luangwa Tal, welches sich am Fuß eines Ausläufers des Großen Afrikanischen Grabenbruchs „Rift Valley“ erstreckt.
Lebensader des Tals ist der ständig wasserführende Luangwa-Fluss mit hunderten von kleinen Seitenarmen, die nur in der Regenzeit Wasser führen. Der sich stetig verändernde Flusslauf bildet immer neue Uferbänke und Lagunen, die das besondere ökologische System dieser Gegend mit einzigartiger Flora und Fauna ausmachen.
Der 30.000 ha große Luambe-Nationalpark besteht überwiegend aus einer flachen Hochebene mit stellenweise dichter Vegetation, vereinzelt Lagunen und Mopanebaumwäldern, aber auch offenen Grasflächen. Er liegt ca. 500 – 700 m über dem Meeresspiegel.

## Geschichte
Der einst legendäre Tierreichtum im Luangwa-Tal wurde durch massive Wilderei in den 1970er und 1980er Jahren so stark dezimiert, dass die Parks im Tal fast als leergeschossen galten. Während der Südluangwa-Nationalpark schon früh mit Fototourismus die Wildtierbestände zumindest in Umgebung der Lodgen schützen konnte, war der Luambe-Nationalpark aufgrund von Missmanagement und fehlender Parkstruktur lange unentwickelt. Fehlende Infrastruktur und mangelhafte Überwachung ermöglichte Wilderern nahezu unkontrollierte Freiheiten.
Von 2003 bis 2011 versuchte CCSC (Communities for Conservation Society Cologne e. V.), eine private Initiative mit Sitz in Köln, in Zusammenarbeit mit der Nationalparkbehörde DNPW (Department of National Parks and Wildlife) unter Einbeziehung der örtlichen Bevölkerung den Schutz des Parkes zu verbessern. Nach wenigen Jahren zog sich CCSC zurück und der Park blieb sich selbst überlassen. Touristisch wird der Park immer stärker erschlossen, es gibt Übernachtungsmöglichkeiten.

## Fauna
Im Nationalpark gibt es über 200 Vogelarten. Zu den im Park vorkommenden Säugetierarten zählen Elefanten, Löwen und Leoparden. Häufig anzutreffen sind außerdem Pukus, Impalas, Ellipsen-Wasserböcke, Warzenschweine, Flusspferde, Zebras, Büffel und Südliche Schirrantilopen (Tragelaphus sylvaticus).